# Fuchsau (Markt Bibart)
Fuchsau (fränkisch: Fugsah) ist ein Gemeindeteil des Marktes Markt Bibart im Landkreis Neustadt an der Aisch-Bad Windsheim (Mittelfranken, Bayern). Fuchsau liegt in der Gemarkung Markt Bibart.

## Geografie
Die Siedlung liegt am Leerberg (320 m ü. NHN) und ist durch die Staatsstraße 2253 erschlossen, die nach Markt Bibart zur Bundesstraße 8 (0,9 km nördlich) bzw. an Hürfeld vorbei nach Sugenheim führt (3,6 km südlich).

## Geschichte
Der dem Ortsnamen zugrundeliegende Flurname wurde 1605 als „Inn der FuchsAw“ erstmals erwähnt. Der Ort selber wurde in der Zeit des Nationalsozialismus als Lager des Reichsarbeitsdienstes Fuchsau auf dem Gemeindegebiet von Markt Bibart gegründet, das nach dem Zweiten Weltkrieg als Flüchtlingslager und Fabrik genutzt wurde. Auf einer topographischen Karte von 1956 wurde eine Fabrik verzeichnet. Am 13. Oktober 1961 erhielt der Ort offiziell den Namen Fuchsau.

## Einwohnerentwicklung
| Jahr        | 001961 | 001970 | 001987 |
| Einwohner   | 27     | 24     | 20     |
| Wohngebäude | 6      |        | 8      |
| Quelle      | [ 8 ]  | [ 9 ]  | [ 1 ]  |

## Religion
Die Katholiken sind nach St. Marien (Markt Bibart) gepfarrt, die Protestanten nach St. Peter und Paul (Oberlaimbach).